# Spotlight (canción de Miley Cyrus)
"Spotlight" es una canción del Soundtrack, de la cantante Miley Cyrus, para Hannah Montana: The Movie. La canción fue parte del repertorio para el Wonder World Tour 2009, y del Concert For Hope 2009.
La canción Spotlight servirá para abrir la tercera parte del DVD del Wonder World Tour, las primeras dos partes son iniciadas con Breakout y Fly On The Wall. 

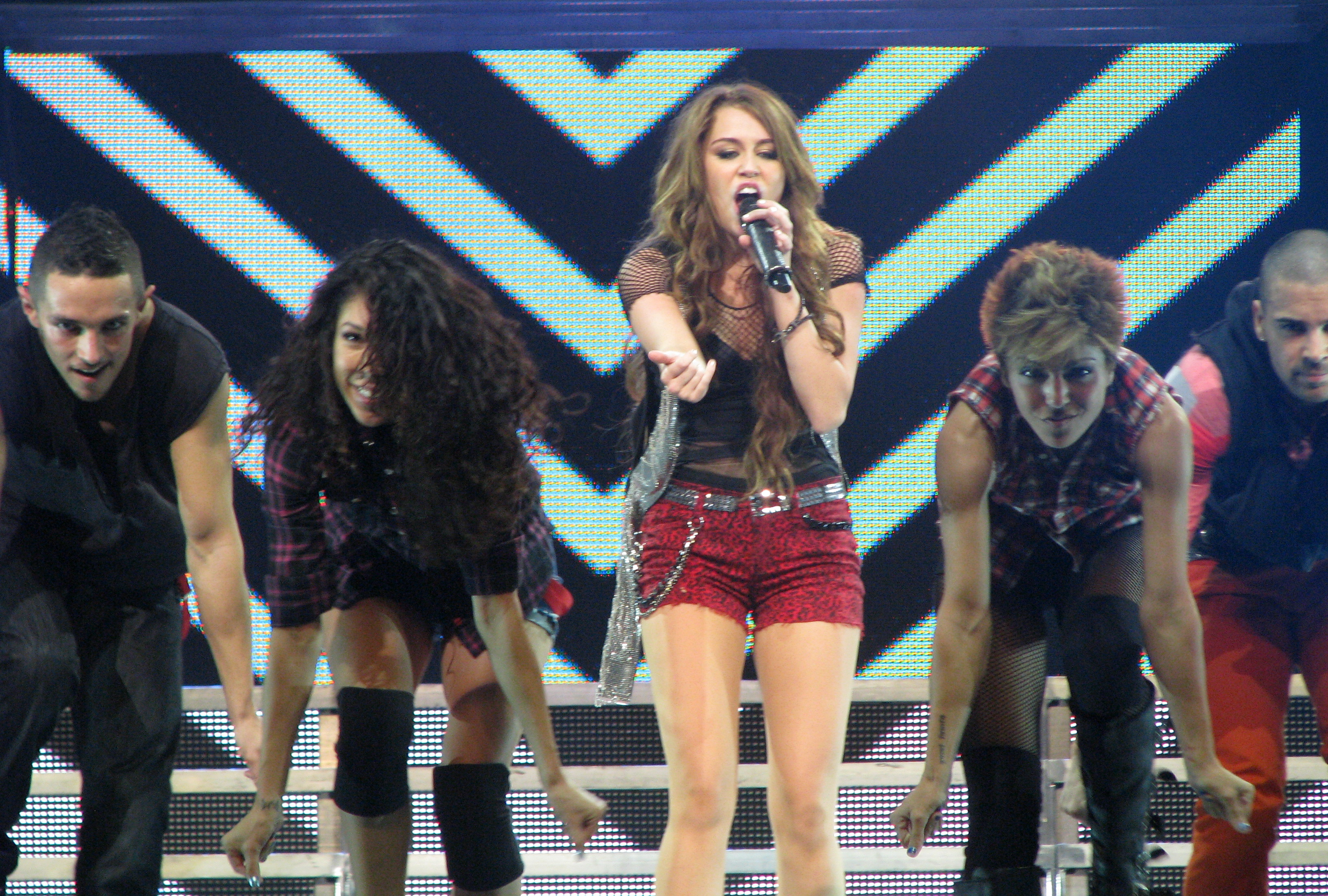
Miley cantando "Spotlight" en su Wonder World Tour.

La canción aparece en los créditos finales de Hannah Montana la película.
Se puede encontrar una versión karaoke en el Disney's karaoke series: Hannah Montana: The movie
La canción es parte del Wonder World Tour de Miley Cyrus. Durante el concierto, Miley es el centro de atención y expresa su vida con la coreografía de esta canción, donde ella es seguida por un reflector y los bailarines la hacen notar más de lo normal que en los otras canciones, así como rodearla y dejarla en el centro.